# Gjallarbrú
Gjallarbrú (altwestnordisch: die „Brücke über den Jenseitsfluss Gjöll“) ist ein Ort der nordischen Mythologie am Rande der Unterwelt Hel. 
Snorri Sturluson beschreibt in Gylfaginning, dass die Brücke mit leuchtendem Gold bedeckt sei. Sie wird von der Magd Móðguðr bewacht. Balders Bruder Hermodr (Hermóðr) reitet über die Brücke auf Odins Pferd Sleipnir, um die Herausgabe Balders von der Unterweltgöttin Hel zu verlangen.

## Quelle
Aber von Hermod ist zu erzählen, daß er neun Nächte lang durch dunkle und tiefe Täler ritt, so daß er nichts sah, bis er zu dem Fluß Gjöll kam und auf die Gjöllbrücke ritt. Sie ist mit leuchtendem Gold gedeckt. Modgud wird die Jungfrau genannt, die die Brücke bewacht. Sie fragte ihn nach seinem Namen und nach seiner Herkunft und sagte, am Tag vorher seien fünf Scharen toter Männer über die Brücke geritten.
Snorri Sturluson. Gylfis Täuschung (in der Übertragung von Arnulf Krause)

## Kritik
Die Brücke wird erstmals im 13. Jahrhundert schriftlich erwähnt. Umstritten ist daher, ob die Jenseitsbrücke wirklich Teil der heidnisch-germanischen Mythologie war.